# Cheiracanthium siwi
Cheiracanthium siwi là một loài nhện trong họ Miturgidae.
Loài này thuộc chi Cheiracanthium. Cheiracanthium siwi được miêu tả năm 2001 bởi El-Hennawy.